# Cheiracanthium erraticum
Cheiracanthium erraticum es una especie de araña araneomorfa del género Cheiracanthium, familia Cheiracanthiidae. Fue descrita científicamente por Walckenaer en 1802.
El macho mide unos 6 mm mientras que la hembra es ligeramente mayor, alcanzando los 8 mm. Viven en prados, en plantas bajas y en gramíneas. Tiene el opistosoma (abdomen) de color grisáceo decorado con una banda ancha de color amarillo y rojo oscuro. El prosoma (cefalotórax) es de color marrón y gris. Su cuerpo es robusto. Su mordedura es dolorosa e incluso peligrosa (su veneno es necrosante).
Los machos se dan a conocer a las hembras tamborileando sobre su refugio con sus palpos. Habita en Europa, en Turquía, Cáucaso y Rusia (Europa al Lejano Oriente). También en Irán, Asia Central, China, Corea y Japón.